# Parque Estadual do Prosa

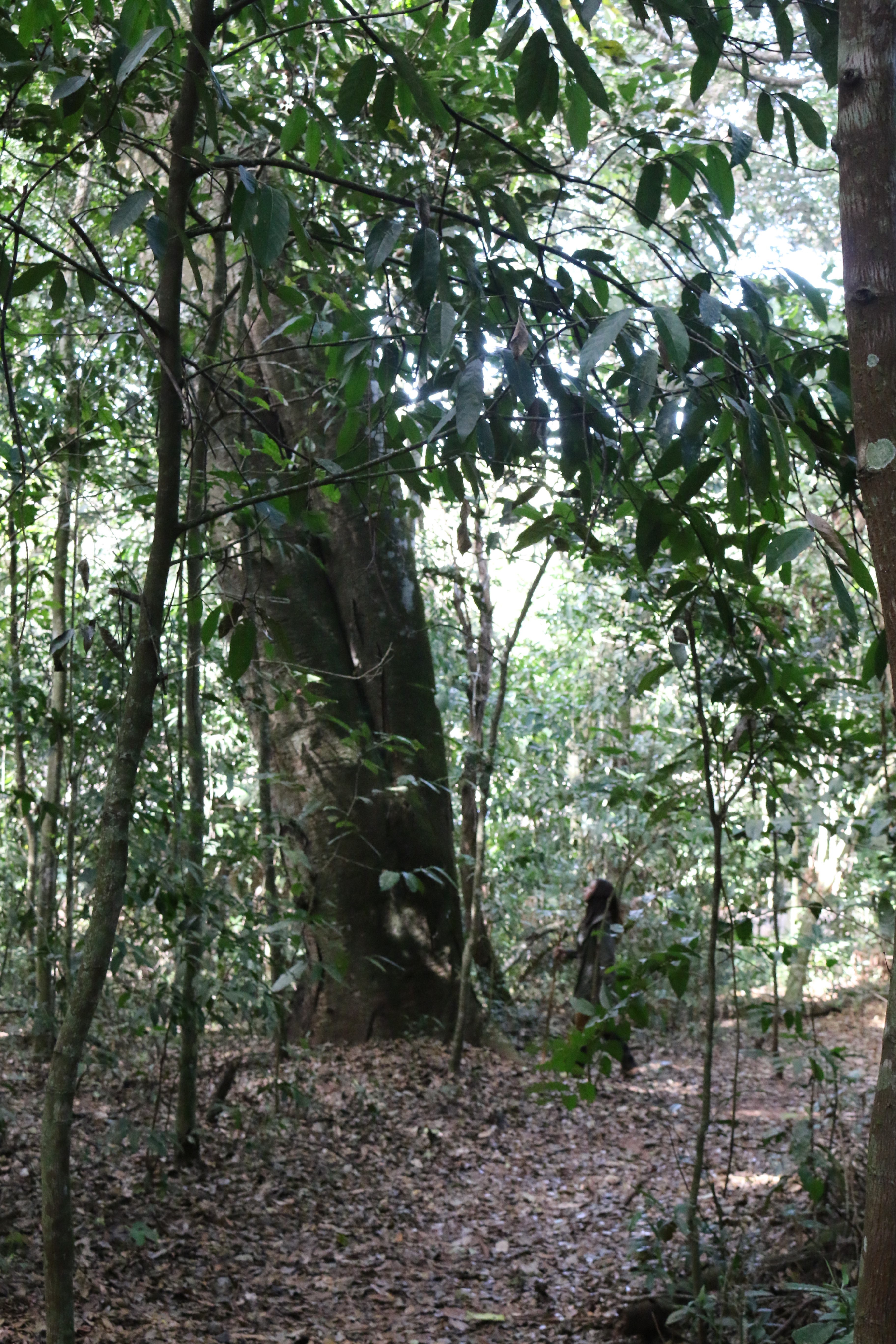
Trilha no Parque Estadual do Prosa.

O Parque Estadual do Prosa é um parque localizado em Campo Grande, Mato Grosso do Sul, Brasil.
Possui uma área de 135 hectares de remanescentes do cerrado brasileiro, onde fica a nascente do córrego Prosa. Dispõe de trilhas para prática de esportes radicais. Ali também se situa o CRAS (Centro de Reabilitação de Animais Silvestres), possui visitação em área natural, somente no Parque, com agendamento prévio.